# Algen (Lebensmittel)

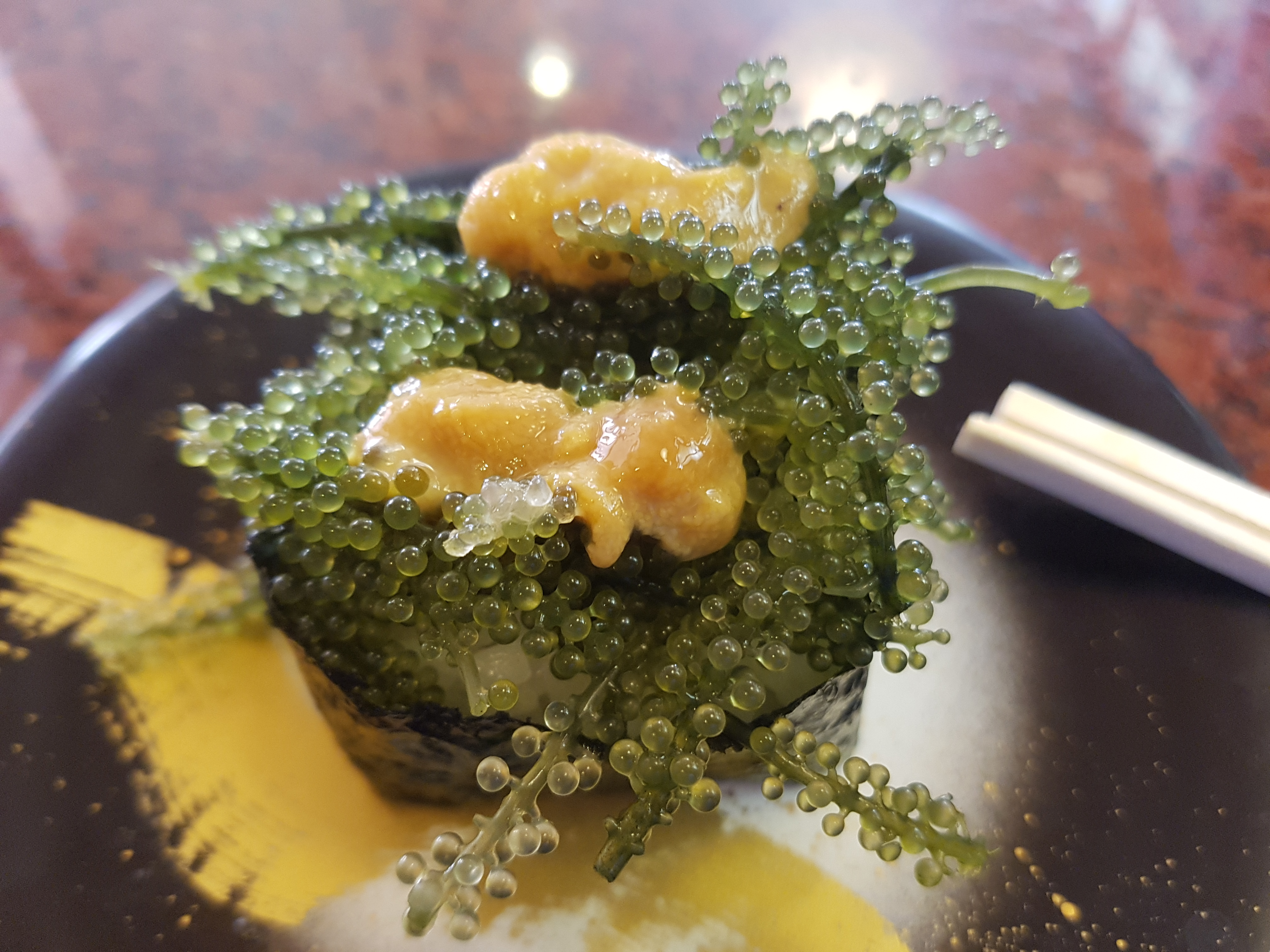
Caulerpa lentillifera auf Sushi

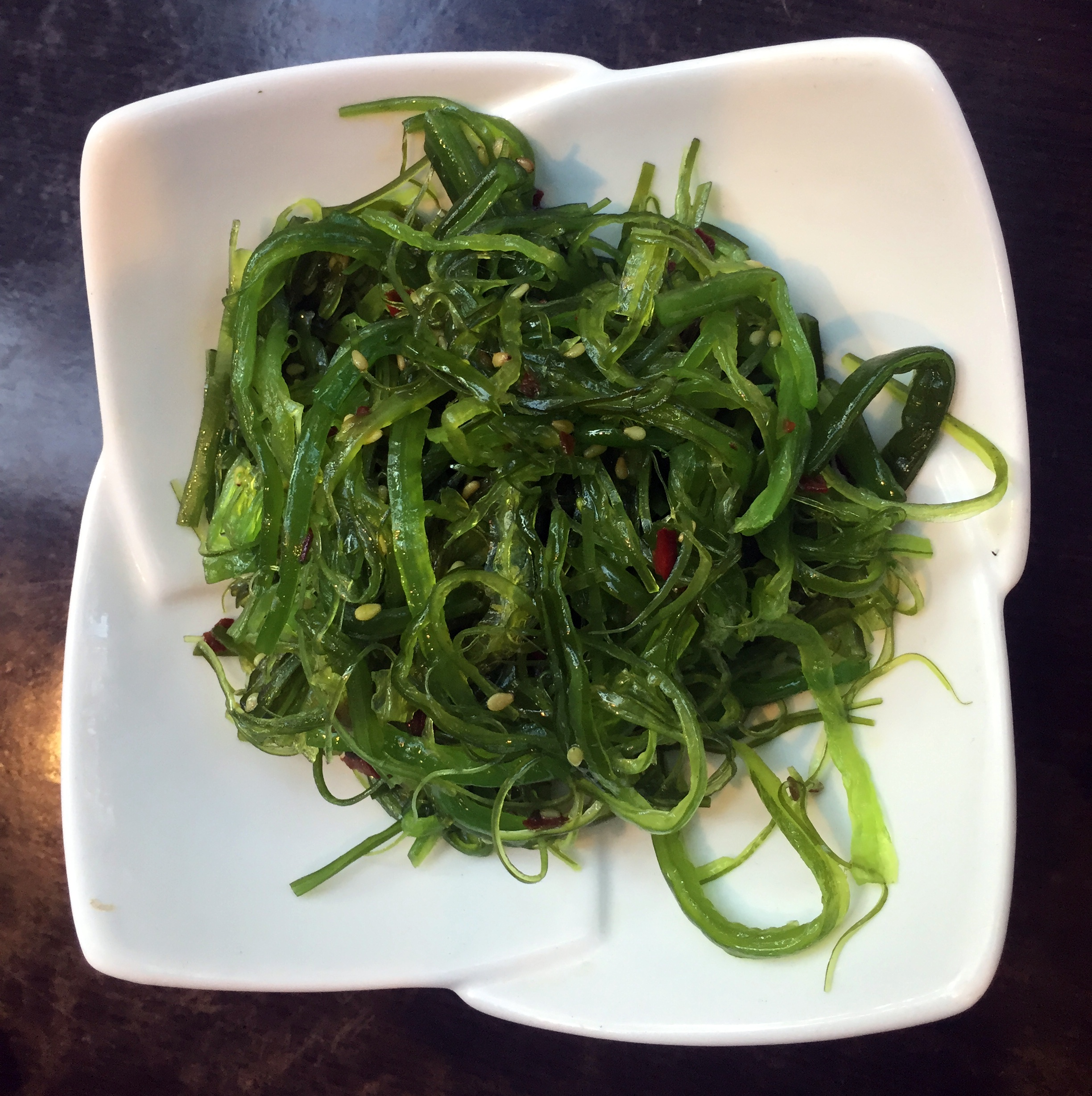
Salat aus Undaria pinnatifida (Wakame)

Algen, besonders Seetang, werden vor allem in Ostasien, Polynesien und in Küstenregionen Europas und Amerikas als Lebensmittel verzehrt. Je nach Art sind sie nahezu geschmacklos oder haben einen würzig-salzigen Geschmack. Zu den heute durch die japanische Küche auch in Europa bekannten Sorten gehören Kombu, Wakame und das für Sushi verwendete Nori.
Algen enthalten Kohlenhydrate und Proteine, die sich aber nur teilweise verdauen lassen, also Ballaststoffe. Dadurch und wegen ihres geringen Fettgehalts haben Algen nur einen geringen quantitativen Nährwert. Sie enthalten einen hohen Anteil an Mineralstoffen und Vitaminen. Aufgrund ihres teilweise sehr hohen Iodgehalts sollten Algen nur maßvoll verzehrt und bei Schilddrüsenüberfunktion gemieden werden. Ein hoher Iodgehalt wird überwiegend bei aus Asien importierten Algen festgestellt. In Asien wachsen Algen bis zu einem Jahr im Meerwasser. Algen aus europäischer Zucht (zum Beispiel vor Sylt) werden hingegen nach drei bis vier Monaten geerntet und enthalten daher weniger Iod.

## Geschichte
Die Nutzung von Algen durch den Menschen ist archäologisch schwer nachweisbar, daher gehen die meisten Belege auf Schriftquellen zurück. Funde von küstennahen Abfallhaufen aus der Mittelsteinzeit, unter anderem aus Irland, lassen vermuten, dass neben Fisch und Schalentieren auch essbarer Seetang verzehrt wurde. Aus China ist der Verzehr von Algen seit etwa 2500 v. Chr. überliefert; von dort wurde er in Japan, Korea und auf den Pazifikinseln übernommen. In Europa sind deutliche Unterschiede zwischen Nord- und Südeuropa feststellbar: Während in manchen nordeuropäischen Küstengebieten eine ununterbrochene Tradition des Algenverzehrs besteht, scheinen in Südeuropa seit der Antike ablehnende Tendenzen vorzuherrschen. In der griechisch-römischen Antike wurde Seetang als nicht essbar angesehen, zumindest nicht für zivilisierte Völker. 1585 schrieb der portugiesische Jesuit Luís Fróis in seiner História do Japão über die unterschiedlichen kulinarischen Gewohnheiten in Europa und Japan: „Europäer genießen Huhn, Rebhuhn und Pudding; die Japaner lieben wilde Hunde, Kraniche, Affen, Katzen und rohen Seetang“.

### China
In dem chinesischen Buch Sze Tsen (etwa 600 v. Chr.) heißt es, einige Algen seien eine Delikatesse, geeignet für die ehrenwertesten Gäste und sogar für den König selbst. In der Song-Dynastie bekam der Kaiser jedes Jahr Porphyra- und Pyropia-Algen als besondere Delikatesse.

### Japan

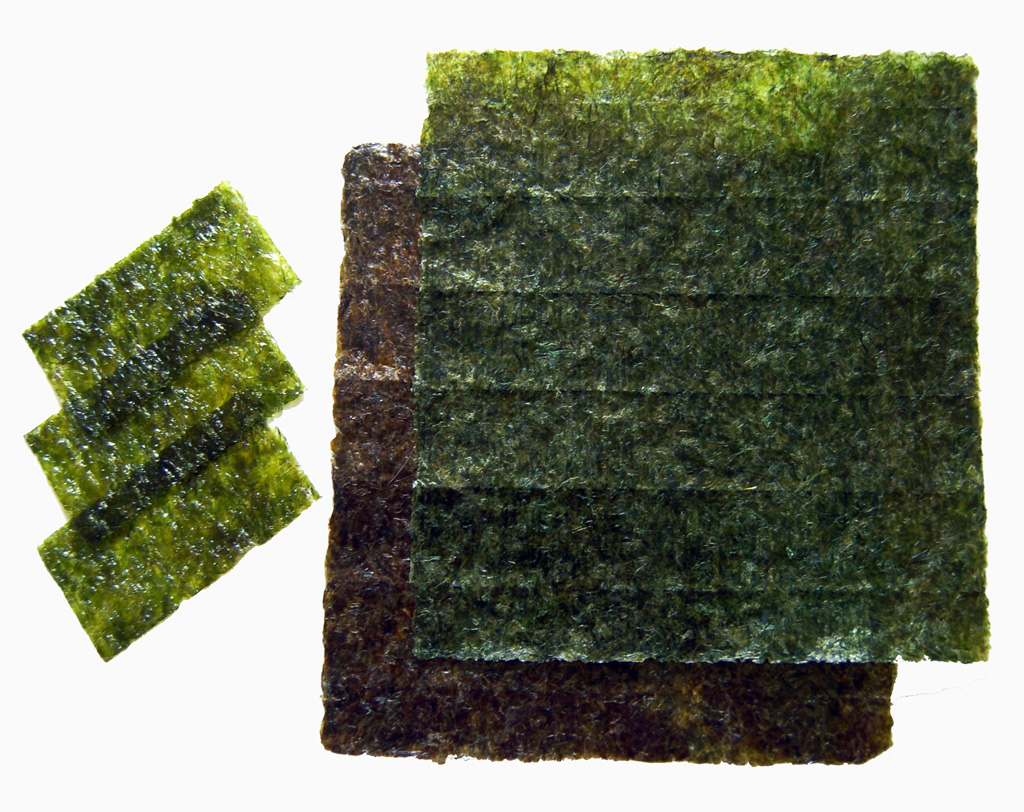
Getrocknete Nori-Algen

In Japan wurden Überreste von Meeresalgen der Gattungen Eisenia und Sargassum zusammen mit Fischknochen und Muschelschalen in Siedlungen aus der Jōmon- und der Yayoi-Zeit gefunden; dies deutet auf den Verzehr von Algen schon in prähistorischer Zeit. Ein frühes schriftliches Zeugnis ist der Taihō-Kodex aus dem Jahr 701 n. Chr., der Algen wie Laminaria, Undaria, Porphyra und Gelidium unter den Meeresprodukten aufzählt, die als Steuer an den Kaiserhof gezahlt werden. In der frühen Heian-Zeit wurden 21 Arten von Meeresalgen als Lebensmittel verwendet, wie das älteste chinesisch-japanische Wörterbuch Japans belegt, das Wamyōshō genannt und auf Anordnung des Kaisers Daigo zusammengestellt wurde. Nori-Algen waren in der Heian-Zeit dem Adel vorbehalten. Zur Zeit der streitenden Reiche dienten essbare Algen wie Hizikia, Laminaria, Eisenia, Undaria, Nemacystus und Porphyra zusammen mit Meeresfrüchten und Fischen zur Versorgung der Armeen. Erst in der Edo-Zeit wurde Nori ein wesentlicher Bestandteil für Makizushi und die Feudalregierung ordnete an, Braunalgen der Gattungen Laminaria, Undaria, Ecklonia und Hizikia ebenso wie Getreide zur Vorbeugung von Hungersnöten zu lagern. Laminaria-Arten wurden zu Beginn der Edo-Zeit auch zur Herstellung von Konfekt verwendet. Außerdem begann in der Edo-Zeit die Verarbeitung von Algen zu Agar.

### Korea
Eines der 24 Gerichte, die den Angehörigen der Joseon-Dynastie bei den fünf täglichen Mahlzeiten (sura) serviert wurden, war eine Seetang-Suppe namens „Kwakt’ang“. Die Seetang-Suppe Miyeok-guk wird bei Geburtstagen serviert, als Dank an die Göttin Samsin Halmeoni, die dem koreanischen Volksglauben zufolge im Auftrag des Jadekaisers Okhwang Sangje über die Geburten herrscht. In der zweiten Hälfte des 20. Jahrhunderts wurde die kommerzielle Nori-Kultivierung in Korea von Japanern vorangetrieben.

### Irland, Schottland und Wales

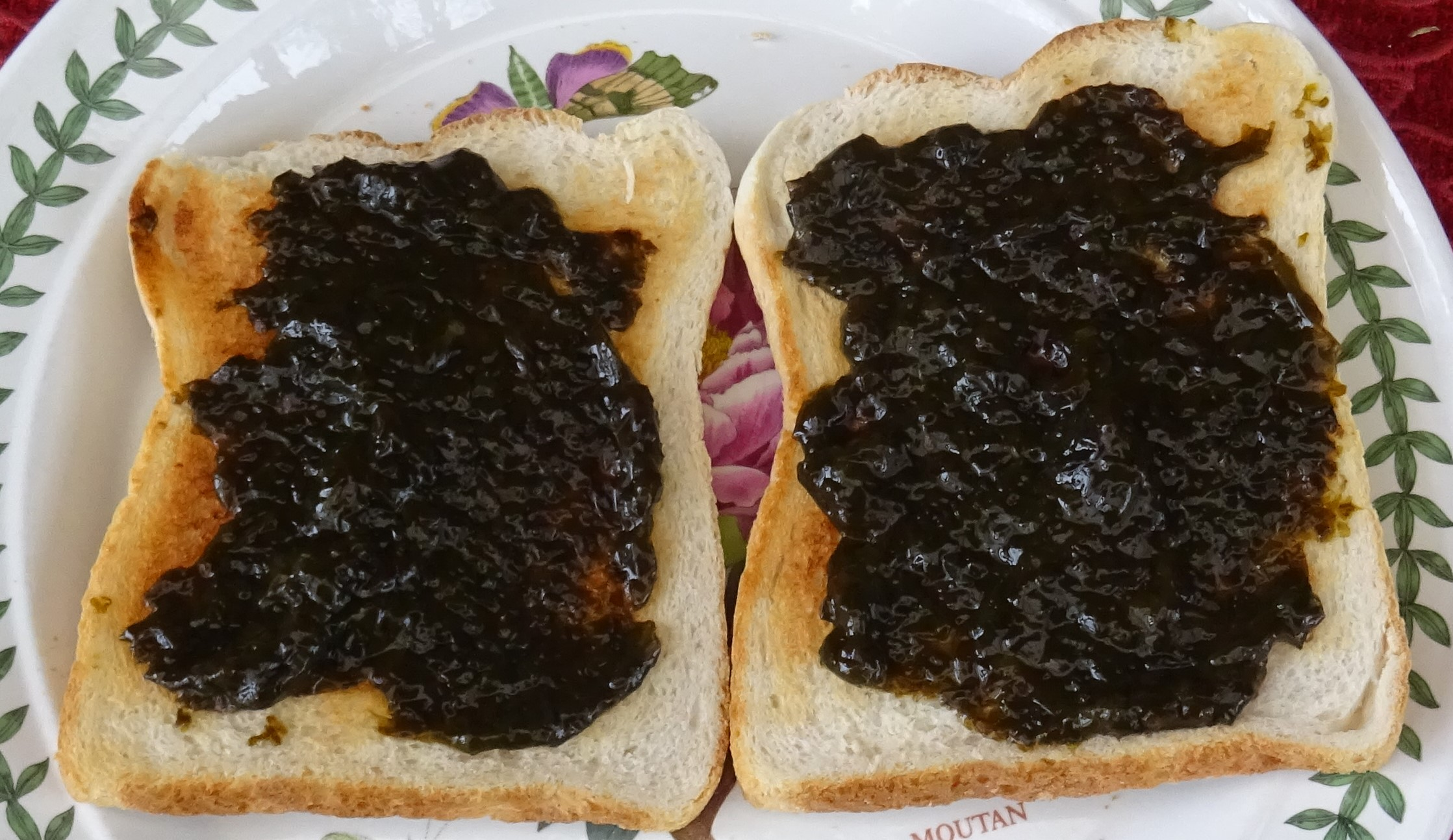
Laverbread aus Nabel-Purpurtang auf Toastbrot

Von allen essbaren Algen, die entlang der irischen Küstenlinie wachsen, ist Lappentang (irisch duileasc, englisch dulse) historisch am besten dokumentiert. Die Küstenbewohner des alten Irlands kochten aus Schalentieren, Seetang, Gemüse und Kräutern eine Art Suppe, die für mehrere Stunden bei geringer Hitze kochte und mit Haferbrot verzehrt wurde. Die altirischen Brehon Laws nennen duileasc, das als Würzmittel mit Brot, Molke und Butter gegessen oder zu gebratenem Geflügel serviert wird. Auch die Mönche des Klosters Iona in Westschottland sammelten Lappentang, vor allem um Arme mit Essen zu versorgen, wie ein gälisches Gedicht, das Columban von Iona zugeschrieben wird, überliefert. Auf der seit 1606 regelmäßig am letzten Montag und Dienstag im August stattfindenden Auld Lammas Fair in Ballycastle in Nordirland wird stets auch Lappentang in erheblichen Mengen verkauft. In seiner 1607 erschienenen Britannia beschreibt William Camden außerdem die Ernte und Herstellung eines algenbasierten Nahrungsmittels namens Lhavan oder Lhawvan („schwarze Butter“), heute als Welsh Laverbread eine walisische Spezialität mit geschützter Ursprungsbezeichnung.

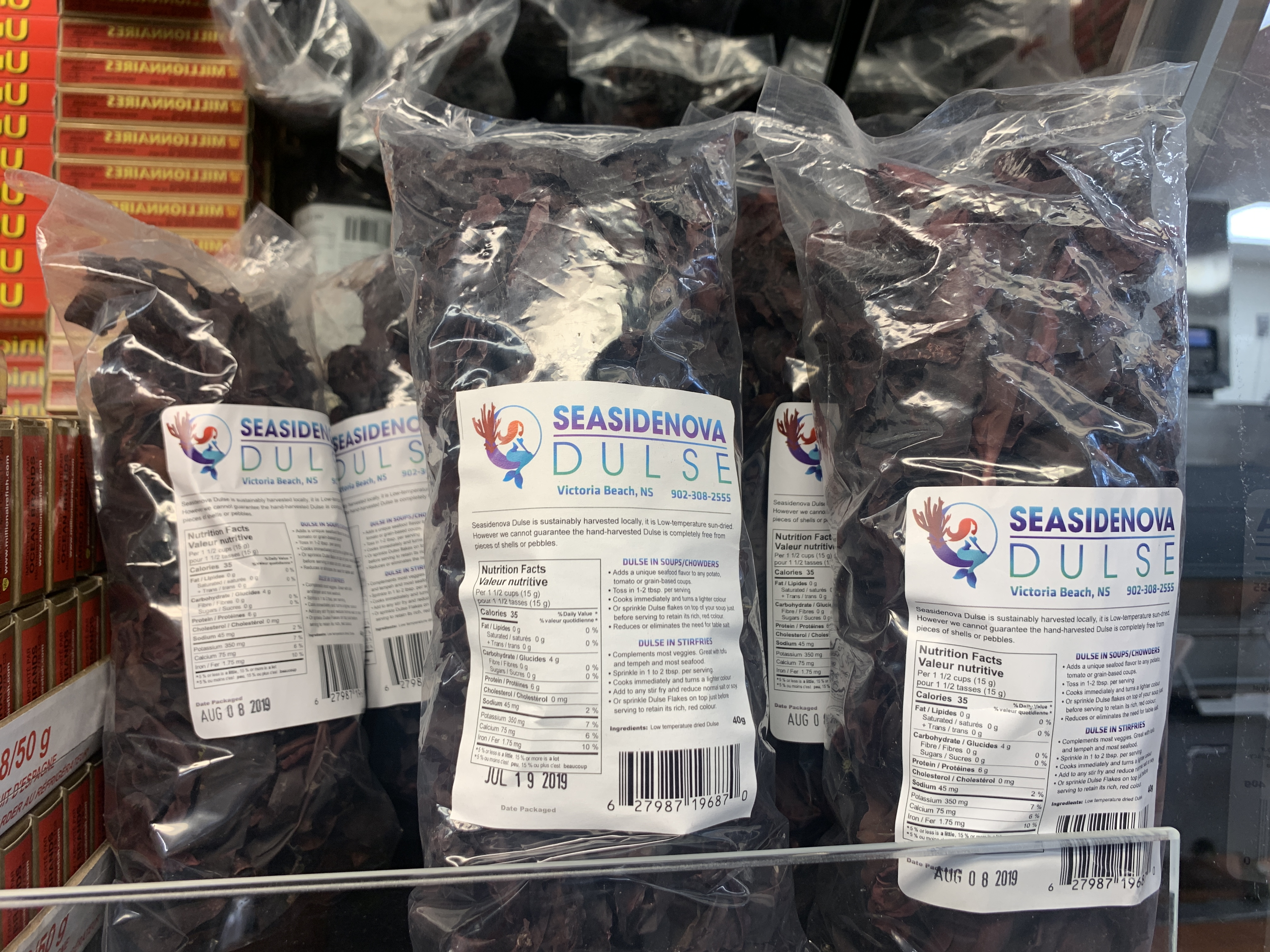
Dulse (Lappentang) wird auch in Kanada als Lebensmittel verkauft.

Im 18. Jahrhundert ließen sich schottische und irische Einwanderer in Nordamerika Päckchen mit duileasc aus ihrer Heimat schicken, obwohl es auch an den nordamerikanischen Küsten, besonders in der Bay of Fundy, wächst. Lappentang ist auch die Hauptzutat der von Alexis Soyer für die während der Großen Hungersnot (1845–1852) hungernden Iren erfundenen „St. Patrick's Soup“. John Robertson schrieb 1856, dass Lappentang in Aberdeen üblicherweise roh gegessen wird und die Lappentang-Händlerinnen stets auch den selteneren und pikanteren Pfeffer-Lappentang (Laurencia pinnatifida) im Angebot haben.
In den 1880ern wurde Knorpeltang und Lappentang in Béal an Mhuirthead von Frauen gesammelt, getrocknet und für zwei Schilling pro stone in der nahegelegenen Stadt verkauft, wie Browne beschrieb. Robin Flower berichtete um 1900, wie Schiffer auf den irischen Blasket Islands unentwegt Lappentang kauten und Frauen einen Vorrat davon in ihren Taschen aufbewahrten.

### Island
Die Nutzung des auf Altnordisch sǫl genannten Lappentangs durch die Bewohner Islands geht mindestens bis in das Jahr 961 zurück. In vielen altisländischen Dokumenten wird er als hochgeschätztes, wohlschmeckendes, gesundes und nahrhaftes Essen erwähnt. Die ältesten überlieferten Gesetzestexte Islands, beispielsweise die Grágás, nennen das Recht, Lappentang zu sammeln und zu verzehren, während man sich auf dem Land eines anderen befindet. Allgemein galten die Sammelrechte als großes Zugeständnis, und solche Genehmigungen wurden für zahlreiche Kirchen über ganz Island hinweg ausgestellt. Nach dem Sammeln wurden sǫl gründlich in frischem Wasser gewaschen, getrocknet und in Fässern oder speziellen Hütten gelagert, wo sie trocken und zusammengepresst monatelang aufbewahrt werden konnten. Oft wurden sie täglich mit Trockenfisch und Butter oder mit Milch und Brot verzehrt. Auch Flügeltang wurde auf Island in den vergangenen Jahrhunderten in beträchtlichem Umfang verzehrt, wie Quellen aus dem 14. und 15. Jahrhundert belegen. Er wurde zwei Tage lang in frischem Wasser aufbewahrt, kleingehackt, mit Wasser oder Milch und Mehl gekocht und als dicker Pudding mit Milch oder Sahne gegessen. Knorpeltang wurde oft zusammen mit Lappentang gesammelt, aber vor allem in harten Zeiten konsumiert. Die Zubereitung ähnelte der von Flügeltang. Der Verzehr von Fingertang- und Palmentang-Wedeln sowie Knotentang in Hungersnöten ist belegt. Pyropia- und Purpurtange wurden zusammen mit anderen Seetang-Arten eingekocht und in verschlossenen Gefäßen über lange Zeiträume aufbewahrt. Aufgrund des Mangels an anderem Frischgemüse war dies eine unverzichtbare Zutat im Speiseplan der Walfangmannschaften. Lappentang wurde auf Island auch Gersten- oder Haferbrei und Roggenbrot zugesetzt. Heutzutage wird Lappentang auf Island nur gelegentlich gesammelt und in Salaten oder als Snack gegessen. 2020 wurden Algen der zu den Laminariales gehörenden Gattungen von vier Unternehmen in Island zu Lebensmitteln oder Gewürzen verarbeitet.

## Wirtschaftliche Bedeutung und Verwendung
Heute werden aus Zuchten jährlich weltweit zwischen acht und elf Millionen Tonnen Algen geerntet, von denen ein Teil zu Viehfutter, Dünger oder Kosmetika verarbeitet wird.
Die asiatische Küche verwendet Algen häufig und vielseitig. Sie können gekocht, gebraten, gedämpft oder in Essig eingelegt werden, dienen als Gewürz oder Tee. Algen werden zu Salaten verarbeitet oder zu Suppen gegeben, als Gemüsebeilage oder getrocknet als Snack gegessen. Beliebte Algengerichte aus Korea sind Miyeok-guk, eine Suppe aus Wakame, und Gimbap.
In Japan kommen pro Jahr etwa 300.000 Tonnen als Lebensmittel in den Handel. In China werden jährlich etwa drei Millionen Tonnen als gegartes Gemüse oder Suppe verzehrt.
In China werden mindestens 74 Arten als Lebensmittel oder Medizin genutzt. Typische chinesische Algengerichte sind Seetangsuppe (zǐcài dàn huā tāng) aus Nori, gebratenes Fischfilet in Backteig mit Seetangstückchen, gebratener Seetang-Reis, Sauer-Scharf-Seetang und Agar-Agar-Salat. Während Algen in China bevorzugt warm verzehrt werden, ist in Japan der kalte Verzehr vorgekochter Algen üblicher. In Japan machen Algen bis zu 20 % der täglichen Verzehrmenge aus.
In der europäischen Küche spielen Algen bis heute meist eine untergeordnete Rolle. Der Genuss von Algen hat unter anderem in Wales eine lange Tradition. Unter der Bezeichnung „Laver Bread“ war das schwarze Brot aus dem Meer früher Nahrungsmittel der walisischen Bauern, heute ist es in vielfältiger Form in der walisischen Küche zu finden. Die dafür verwendeten Algen der Gattung Porphyra umbilicalis werden außerdem nach Frankreich, Holland und Luxemburg exportiert. In Frankreich und Irland werden jeweils jährlich bis zu 1000 Tonnen der Meeresalgen verzehrt. Aus Spanien kommen Algenprodukte für den Delikatessenmarkt. In den 1990er-Jahren entstand an der galicischen Küste im Rahmen des Projekts „Porto Muinos“ eine ökologisch verträgliche Algenproduktion. Wenn Speisealgen in der EU in Bioqualität angeboten werden, müssen sie gemäß EU-Öko-Verordnung aus nachhaltig bewirtschafteten Gewässern mit hoher ökologischer Qualität stammen.
Als Rohstoff für Lebensmittelzusätze wie Agar, Alginat und Carrageen sind Algen für die Lebensmittelindustrie von großer Bedeutung. Algen und Algenprodukte wie Agar werden auch in der Molekularküche verwendet.

## Zusammensetzung
100 Gramm frischer Algen enthalten durchschnittlich:
| Inhaltsstoff  | Gehalt  |
| ------------- | ------- |
| Wasser        | 90,5 g  |
| Eiweiß        | 5,9 g   |
| Kohlenhydrate | 2,1 g   |
| Fett          | 0,4 g   |
| Iod           | 50,0 μg |

Der Brennwert von 100 g Algen beträgt im Mittel 153,3 kJ (36,5 kcal). Getrocknete Meeresalgen bestehen zu 25 bis 75 % aus Ballaststoffen, die überwiegend wasserlöslich sind.
Die Zusammensetzung von Algen variiert stark; so kann ihr Proteingehalt je nach Art, Herkunft und Studie zwischen 5 und 45 % liegen.

## Gesundheitliche Aspekte

### Positive Auswirkungen
Aufgrund ihrer bioaktiven Inhaltsstoffe wie Alginate, Fucoidan, Phlorotannine und Fucoxanthin soll der Verzehr von Algen unter anderem Adipositas, Diabetes und Herz-Kreislauf-Erkrankungen vorbeugen.

### Iodgehalt
Der oben angegebene Iodgehalt von 50,0 μg/100 g ist ein Mittelwert, der sich auf frische Algen bezieht. Vor allem aus Asien importierte Algen können deutlich mehr Iod enthalten, da diese länger im Meerwasser wachsen und dadurch bis zur Ernte mehr Iod anreichern. In getrockneten Algenprodukten fehlt der Anteil von rund 90 Prozent Wasser in frischen Algen, der Iodgehalt pro 100 g ist in getrockneten Algenprodukten entsprechend rund zehnmal höher. Die Deutsche Gesellschaft für Ernährung (DGE) empfiehlt eine maximale tägliche Aufnahme von 200 Mikrogramm Iod. Wenn der Iodgehalt von Algenprodukten unbekannt ist und die Verzehrsmenge unkritisch gehandhabt wird, besteht das Risiko einer Iodüberversorgung.
Das Bundesinstitut für gesundheitlichen Verbraucherschutz und Veterinärmedizin (BgVV) beziehungsweise das Bundesinstitut für Risikobewertung (BfR) gaben in den Jahren 2001 und 2004 (mit Aktualisierung im Jahr 2007) Warnungen vor getrockneten Algenprodukten mit überhöhtem Iodgehalt heraus. Die deutschen Verbraucherzentralen wiesen 2017 darauf hin, dass das Problem nach wie vor aktuell ist. Sie warnen vor allem vor Produkten, auf denen Angaben zum Iodgehalt und zur maximalen Verzehrmenge fehlen. Die Verbraucherzentralen verweisen auf häufige Meldungen auf dem Internetportal www.lebensmittelwarnung.de sowie im Europäischen Schnellwarnsystem RASFF, in denen vor Produkten mit erhöhtem Iodgehalt gewarnt wird.

### Schwermetalle und Arsen
Produkte aus Meeresalgen können hohe Gehalte an Schwermetallen wie Cadmium und Blei aufweisen. Bedenkliche Mengen an Arsen können in Hijiki enthalten sein. Bisher gibt es in der EU keine gesetzlich festgelegten Höchstgehalte für getrocknete Algen, sofern sie nicht in Nahrungsergänzungsmitteln verwendet werden.

### Toxine in AFA-Algen
Die oft als Nahrungsergänzung angebotenen AFA-Algen (Grüne Spanalge), die volkstümlich auch als blaue oder blaugrüne Uralgen bekannt sind, sind Cyanobakterien. Bestimmte Stämme bilden Gifte, die das Nervensystem und die Leber schädigen können. Davor warnte im Jahr 2002 das BfArM und trat irreführenden und wissenschaftlich nicht belegten Werbeaussagen zu proklamierten gesundheitsfördernden Effekten von Nahrungsergänzungsmitteln aus AFA-Algen mit einer Bekanntmachung entgegen.

## Verwendete Algenarten

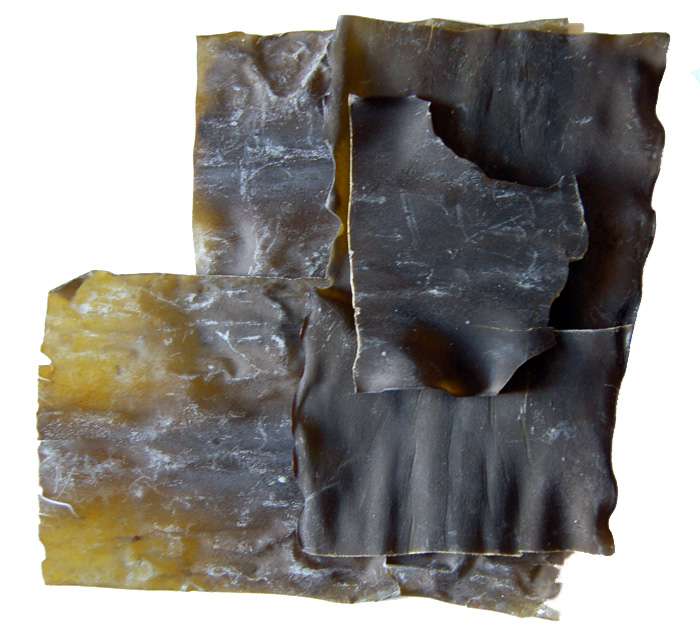
Getrocknete Kombu-Algen

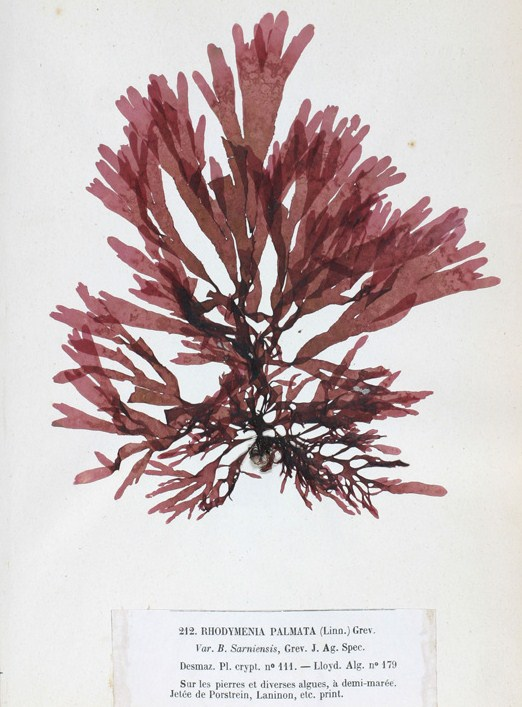
Lappentang (Herbariumsexemplar)

Weltweit werden etwa 220 Algenarten angebaut. Als Lebensmittel werden vor allem folgende Arten genutzt:
- Braunalgen:
  - Cochayuyo (Durvillaea antarctica)
  - Flügeltang (Alaria esculenta)
  - Riementang (Himanthalia elongata)[30]
  - Fingertang (Laminaria digitata)
  - Kombu (Saccharina japonica und andere Saccharina-Arten),
  - Zuckertang (Saccharina latissima)
  - Mozuku: Ito-Mozuku (Nemacystus decipiens), Okinawa-Mozuku (Cladosiphon okamuranus), Ishi-Mozuku (Sphaerotrichia divaricata), Futo-Mozuku (Tinocladia crassa)
  - Wakame (Undaria pinnatifida)
- Rotalgen:
  - Knorpeltang (Chondrus crispus)
  - Dilsea carnosa
  - Eucheuma-Arten
  - Kraussterntang (Mastocarpus stellatus)
  - Lappentang (Palmaria palmata)
  - Purpurtange (Porphyra), darunter
    - Nabel-Purpurtang (Porphyra umbilicalis)
    - Porphyra dioica

  - Pyropia-Arten, darunter
    - Pyropia columbina, in der chilenischen Küche verwendet als luche
    - Pyropia tenera, kultiviert für Nori
    - Pyropia yezoensis, kultiviert für Nori
- Grünalgen:
  - Meersalat (Ulva lactuca)
  - Ulva rigida

## Thematisierung in Kunst und Kultur

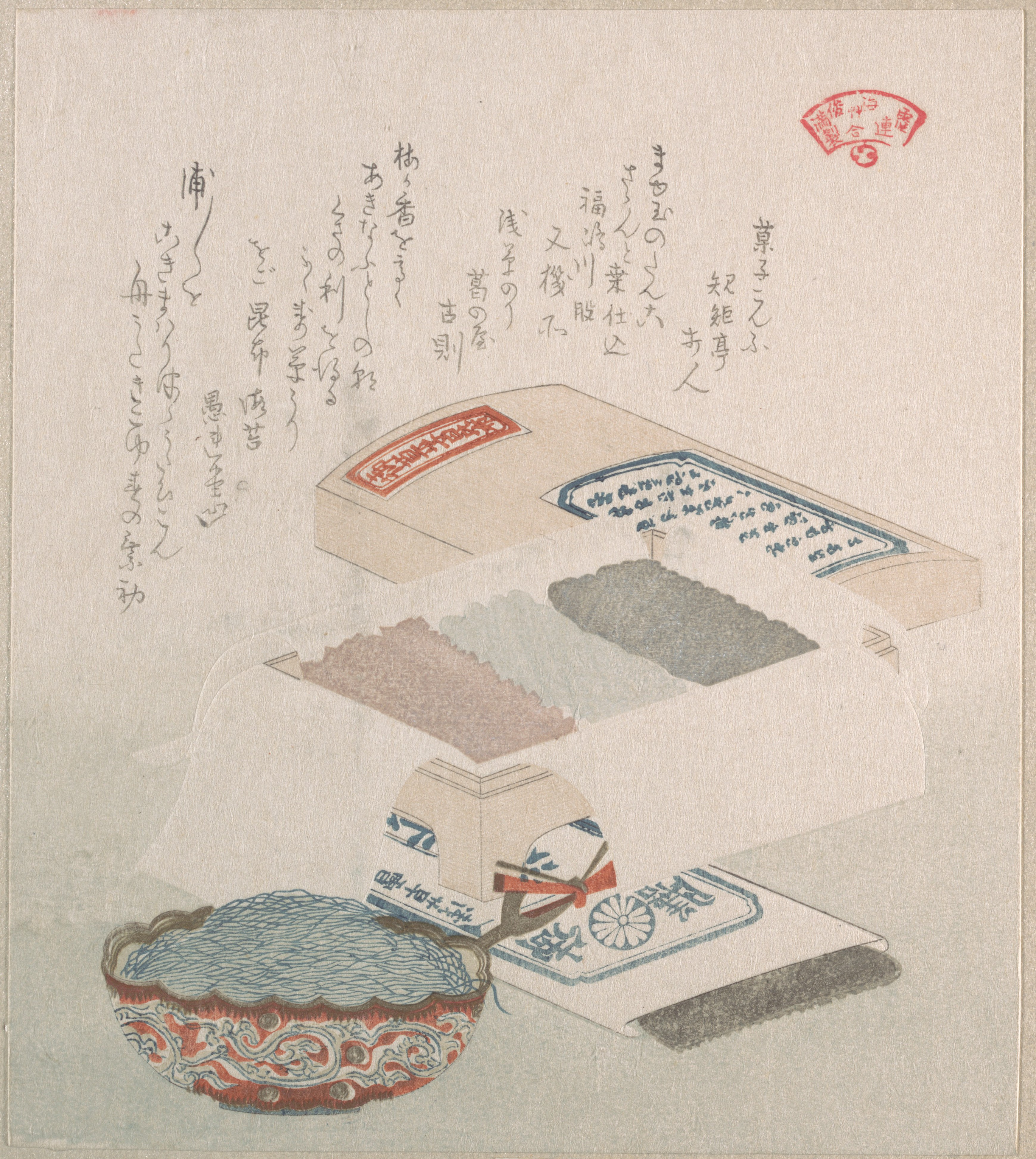
Speisen aus Algen (Kubo Shumman)

In der japanischen Kunst des 19. Jahrhunderts werden unter anderem die Herstellung von Noriblättern und auch Algenprodukte selbst gezeigt.
In Jules Vernes Roman 20.000 Meilen unter dem Meer (französischer Originaltitel: Vingt Mille Lieues sous les mers, erschienen 1869–1870) werden mehrfach Mahlzeiten mit Delikatessen aus Algen beschrieben, beispielsweise „der Zucker kommt von dem großen Fucus des Nordmeers“ (« le sucre par les grands fucus de la mer du Nord », Kapitel 10) oder „Beiessen von eröffnenden Algen. Zum Trunk diente klares Wasser, worin ich nach dem Beispiel des Kapitäns einige Tropfen Likör mischte, der, wie zu Kamtschatka, aus einer Algenart gewonnen war.“ (« relevés d’algues très apéritives, telles que la Porphyria laciniata et la Laurentia primafetida. La boisson se composait d’eau limpide à laquelle, à l’exemple du capitaine, j’ajoutai quelques gouttes d’une liqueur fermentée, extraite, suivant la mode kamchatkienne, de l’algue connue sous le nom de ‹ Rhodoménie palmée ›. » Kapitel 15) – gemeint sein dürften eine Porphyra-Art, Laurencia pinnatifida und Rhodymenia palmata.